# Agonomalus jordani
Agonomalus jordani är en fiskart som beskrevs av Jordan och Starks, 1904. Agonomalus jordani ingår i släktet Agonomalus och familjen pansarsimpor. Inga underarter finns listade i Catalogue of Life.